# 여성전선
"여성전선"은 한국에서 제작된 김기영 감독의 1957년 영화이다. 조미령 등이 주연으로 출연하였고 김종원 등이 제작에 참여하였다.

## 출연

### 주연
- 조미령[2]
- 박암
- 이민
- 김동원

## 기타
- 원작자: 정비석
- 조명: 고해진
- 녹음: 최칠복
- 미술: 임명선